# کورعباسلو
کورعباسلو طایفه‌ای از شاهسون که از اواخر دوره قاجار یکی از طوایف بزرگ دشت مغان بحساب می آید. شامل تیره های ترید یا تریت، کورلار، عزیزلو و یورتچی هست و قشلاق آنها در دشت مغان (سواحل دره یورت) و ییلاقشان در دامنه کوه ساوالان و حوالی «اوکوزداغی» واقع است.
طایفه کورعباسلو یا کوراباز (Korabaslu) بیشتر در چهار بخش از کشور سکونت دارند:
1. دشت مغان Mughan بیشتر اصلاندوز مغان که مقر اصلی این طایفه اصیل ترک می‌باشد.
2. شهرستان‌های هریس و اهر و مشگین‌شهر
3. روستای تاریخی و توریستی کورعباسلو  (نیر)
4. مراکز کشور مثل شهرهای ساوه، کرج، تهران، زنجان و سایر شهرها

تاریخچه:
در اواخر قرن نوزدهم و دوره قاجار اتحادیه ایل شاهسون را ملغی کرد و از این موقع به بعد طوایف مستقل از اتحادیه و ایل بیگ ها شده و ایل بیگ ها نیز به زندگی یکجا نشینی روی آورده و در روستاها و شهرها ساکن شدند.
قبل از فروپاشی اتحادیه ایل شاهسون شش طایفه گیکلو، پیرایواتلو، کورعباسلو، کلاش، یورتچو و دورسون خوجالو منتسب به ایل اینانلو بوده اند و این شش طایفه قرابت نسبی باهم دارند که از قرن نوزدهم به بعد به شش طایفه مستقل تبدیل شده اند. از طوایف ذکر شده یورتچو و دورسون خوجالی در شهرستان نیر در نزدیکی اردبیل ساکن هستند ولی چهار طایفه باقی مانده هم در قشلاقات مغان و هم در ییلاقات همسایه هستند.

جاذبه های گردشگری:
- قلعه بوینی یوغون در روستای کورعباسلو - شهرستان نیر
- بوتیک هتل سنتی دژ بهمن در روستای کورعباسلو شهرستان نیر
- موزه سیری در حقیقت زمان در روستای کورعباسلو شهرستان نیر
- پیر آغاجی در روستای مقصودلوی کورعباسلو - شهرستان اصلاندوز مغان
- گورستانهای قدیمی در روستای کورلار کورعباسلو - شهرستان اصلاندوز مغان
- چشمه های معدنی در اوکوز داغی - شهرستان هریس
- ییلاقات و چشم اندازهای زیبای روستای پاشابیگلو - شهرستان مشکین شهر

مشاهیر:
- نوید نعمتی کورعباسلو دکترای هوا فضا آمریکا ویرجینیا تک
- معروفترین شخصیت اهالی کورعباسلو، استاد رجب ابراهیمی کورعباسلو سراینده شعر آیریلیق می باشد.
- از شخصیت های علمی و دانشگاهی حمید جاهدی کورعباسلو ، مولف کتابهای گردشگری و جهانگردی هست.
- از شخصیت های ورزشی بابک صفری کورعباسلو (18 شهریور 1370) یک بازیکن فوتبال هفت نفر اهل آذربایجان ایران است.

## منبع
- کتاب مغان در گستره تاریخ تالیف مرحوم عزیزاله قلمی
- وب سایت مغان تور اینفو
- حمید جاهدی کورعباسلو
- بابک صفری کورعباسلو
- نوید نعمتی کورعباسلو دکترای هوا فضا آمریکا ویرجینیا تک
- نوید نعمتی کورعباسلو دکترای هوا فضا آمریکا ویرجینیا تک